# Carlos Airala
Carlos Javier Airala (Buenos Aires, 25 agosto 2002) è un calciatore argentino, centrocampista dell'Albion.

## Carriera
Airala è cresciuto nel settore giovanile del Ferro Carril Oeste, con cui ha debuttato il 31 marzo 2018 nell'incontro di Primera B Nacional vinto 4-1 contro il Los Andes. Impiegato prevalentemente con la seconda squadra negli anni a venire, il 21 aprile 2021 ha segnato il suo primo gol ufficiale dando il via alla rimonta nell'incontro vinto 2-1 contro il Barracas Central. Nel gennaio del 2022 è stato acquistato a titolo definitivo dal River Plate, che lo ha assegnato alla propria seconda squadra.
Nell'agosto del 2023 ha rescisso il contratto con il club biancorosso per firmare successivamente con il Racing Montevideo.

## Statistiche

### Presenze e reti nei club
Statistiche aggiornate al 13 luglio 2024.
| Stagione        | Squadra            | Campionato      | Campionato | Campionato | Coppe nazionali | Coppe nazionali | Coppe nazionali | Coppe continentali | Coppe continentali | Coppe continentali | Altre coppe | Altre coppe | Altre coppe | Totale | Totale | Totale |
| Stagione        | Squadra            | Comp            | Pres       | Reti       | Comp            | Pres            | Reti            | Comp               | Pres               | Reti               | Comp        | Pres        | Reti        | Pres   | Reti   |        |
| --------------- | ------------------ | --------------- | ---------- | ---------- | --------------- | --------------- | --------------- | ------------------ | ------------------ | ------------------ | ----------- | ----------- | ----------- | ------ | ------ | ------ |
| 2017-2018       | Ferro Carril Oeste | PN              | 1          | 0          | CA              | 0               | 0               |                    | -                  | -                  |             | -           | -           | 1      | 0      |        |
| 2018-2019       | Ferro Carril Oeste | PN              | 0          | 0          | CA              | 0               | 0               |                    | -                  | -                  |             | -           | -           | 0      | 0      |        |
| 2019-2020       | Ferro Carril Oeste | PN              | 0          | 0          | CA              | 0               | 0               |                    | -                  | -                  |             | -           | -           | 0      | 0      |        |
| 2020-2021       | Ferro Carril Oeste | PN              | 3          | 0          | CA              | 0               | 0               |                    | -                  | -                  |             | -           | -           | 3      | 0      |        |
| 2021            | Ferro Carril Oeste | PN              | 8          | 1          |                 | -               | -               |                    | -                  | -                  |             | -           | -           | 8      | 1      |        |
| 2023            | Racing Montevideo  | PD              | 3          | 0          | CU              | 0               | 0               |                    | -                  | -                  |             | -           | -           | 3      | 0      |        |
| 2024            | Racing Montevideo  | PD              | 4          | 0          | CU              | 0               | 0               | CS                 | 0                  | 0                  |             | -           | -           | 4      | 0      |        |
| Totale carriera | Totale carriera    | Totale carriera | 19         | 1          |                 | 0               | 0               |                    | 0                  | 0                  |             | -           | -           | 19     | 1      |        |